# Lara van Ruijven
Lara Victoria van Ruijven (Naaldwijk, 28 dicembre 1992 – Perpignano, 10 luglio 2020) è stata una pattinatrice di short track olandese.

## Biografia
Crebbe a Naaldwijk e studiò al Segbroek college de L'Aia. All'età di diciassette anni si trasferì a Heerenveen per intraprendere l'attività agonistica nello short track ed allenarsi presso il palazzo del ghiaccio Thialf.
Prese parte al World Junior Championship 2010 dove arrivò seconda nei 500 metri e sesta in totale. Divenne più volte campionessa olandese. Alla fine del 2012 fece il suo debutto con i professionisti. Con la squadra olandese fu campionessa europea di staffetta nel 2013 e 2014 e vinse l'argento nel 2015.
Partecipò ai Giochi olimpici invernali di Soči 2014, gareggiando nei 500 metri e nella staffetta 3000 metri.
Nel 2015 divenne campionessa olandese di short track.
Ai mondiali di Montréal 2018, dominati dalla Corea del Sud, vinse la medaglia d'argento nella staffetta 3000 metri, gareggiando con le connazionali Suzanne Schulting, Rianne de Vries e Yara van Kerkhof.
Ai Giochi olimpici di Pyeongchang 2018 conquistò la medaglia di bronzo nella staffetta 3000 metri.
Si laureò campionessa mondiale a Sofia 2019 nella distanza dei 500 metri, dove precedette la cinese Fan Kexin e la connazionale Suzanne Schulting.
Il 29 giugno 2020, mentre si trovava in ritiro con la nazionale a Font Romeu, venne colta da una emorragia interna causata da un disordine autoimmune. Ricoverata in gravi condizioni all'ospedale di Perpignano, è morta il 10 luglio all'età di 27 anni.

## Palmarès

### Olimpiadi
- 1 medaglia:
  - 1 bronzo (3000 m staffetta femminile a Pyeongchang 2018).

### Mondiali
- 2 medaglie:
  - 1 oro (500 m a Sofia 2019);
  - 1 argento (staffetta a Montréal 2018).

### Europei
- 9 medaglie:
  - 5 ori (staffetta a Malmö 2013; staffetta a Dresda 2014; staffetta a Soči 2016; staffetta a Dordrecht 2019; staffetta a Debrecen 2020);
  - 2 argenti (staffetta a Dordrecht 2015; 1000 m a Debrecen 2020);
  - 2 bronzi (staffetta a Torino 2017; 500 m a Dordrecht 2019).

### Mondiali juniores
- 1 medaglia:
  - 1 argento (500 m a Courmayeur 2011).